# Saison 2006-2007 du LOSC Lille Métropole
Maillots
Chronologie
Saison précédente Saison suivante
La saison 2006-2007 du LOSC Lille Métropole est la quarante-septième saison du club nordiste en première division du championnat de France, la septième consécutive au sein de l'élite du football français.
En plus de sa participation au championnat de France de football 2006-07, le club participe également à la Ligue des Champions.

## Compétitions

### Championnat
La saison 2006-2007 de Ligue 1 est la soixante-neuvième édition du championnat de France de football et la cinquième sous l'appellation « Ligue 1 ». La division oppose vingt clubs en une série de trente-huit rencontres. Les meilleurs de ce championnat se qualifient pour les coupes d'Europe que sont la Ligue des Champions (le podium) et la Coupe UEFA (voir la section consacrée sur les qualifications pour les coupes d'Europe).
Pour cette saison, trois clubs sont promus de Ligue 2, Valenciennes, champion de Ligue 2 la saison précédente ainsi que Sedan et Lorient
Lille démarre fort sa saison et se place tout en haut du classement au bout de 2 journées après sa démonstration face au voisin lensois 4-0 grâce à un but de Mathieu Bodmer et un triplé de Peter Odemwingie

Lors de la dernière journée, le LOSC concède l'ouverture du score face au Stade Rennais par John Utaka, les bretons sont alors virtuellement qualifiés pour le tour préliminaire de la Ligue des champions, puisque dans le même temps le RC Lens coule (3-0) au Stade de l'Aube face à une équipe de Troyes déjà reléguée. Mais le but égalisateur de Nicolas Fauvergue dans le temps additionnel vient anéantir le rêve étoilé des Rennais et permet à Toulouse de finir troisième à la suite de sa victoire contre Bordeaux 3-1.

### Ligue des Champions
| Troisième tour de qualification, Aller | LOSC                                                                 | 3 - 0   | Rabotnicki | Stadium Lille Métropole Villeneuve-d'Ascq |                             |
| 9 août 2006 18:00 (HEC)                | Jovanovski 60e (csc) · Michel Bastos 70e (p) · Nicolas Fauvergue 72e | (0 - 0) |            | Arbitrage : Vladimir Hrinak               | Arbitrage : Vladimir Hrinak |

| Troisième tour de qualification, Retour | Rabotnicki | 0 - 1   | LOSC            | Nacionalna Arena Filip II Makedonski Skopje |                              |
| 23 août 2006 20:00 (HEC)                |            | (0 - 1) | Johan Audel 18e | Arbitrage : Costas Kapitanis                | Arbitrage : Costas Kapitanis |

| Rang | Équipe     | Pts | J | G | N | P | Bp | Bc | Diff |  | Résultats (▼ dom., ► ext.) | ACM | LOSC | AEK | RSC |
| ---- | ---------- | --- | - | - | - | - | -- | -- | ---- |  | -------------------------- | --- | ---- | --- | --- |
| 1    | Milan      | 10  | 6 | 3 | 1 | 2 | 8  | 4  | +4   |  | Milan                      |     | 0-2  | 3-0 | 4-1 |
| 2    | LOSC       | 9   | 6 | 2 | 3 | 1 | 8  | 5  | +3   |  | LOSC                       | 0-0 |      | 3-1 | 2-2 |
| 3    | AEK        | 8   | 6 | 2 | 2 | 2 | 6  | 9  | -3   |  | AEK                        | 1-0 | 1-0  |     | 1-1 |
| 4    | Anderlecht | 4   | 6 | 0 | 4 | 2 | 7  | 11 | -4   |  | Anderlecht                 | 0-1 | 1-1  | 2-2 |     |

| Journée 1                     | Anderlecht | 1 - 1   | LOSC          | Constant Vanden Stock Stadium Bruxelles |                            |
| 13 septembre 2006 20:45 (HEC) | Pareja 41e | (1 - 0) | Fauvergue 80e | Arbitrage : Stuard Douglas              | Arbitrage : Stuard Douglas |

| Journée 2                     | LOSC | 0 – 0   | Milan | Stade Félix-Bollaert Lens          |                                    |
| 26 septembre 2006 20:45 (HEC) |      | (0 - 0) |       | Arbitrage : Manuel Mejuto González | Arbitrage : Manuel Mejuto González |

| Journée 3                   | LOSC                                  | 3–1     | AEK      | Stade Félix-Bollaert Lens                      |                                                |
| 17 octobre 2006 20:45 (HEC) | Robail 64e · Gygax 82e · Makoun 90+1e | (0 - 0) | Ivić 68e | Spectateurs : 34 000 Arbitrage : Florian Meyer | Spectateurs : 34 000 Arbitrage : Florian Meyer |

| Journée 4                     | AEK              | 1 – 0   | LOSC | OAKA Spiros Louis Athènes          |                                    |
| 1er novembre 2006 20:45 (HEC) | Liberópoulos 74e | (0 - 0) |      | Arbitrage : Stephen Graham Bennett | Arbitrage : Stephen Graham Bennett |

| Journée 5                    | LOSC                           | 2 – 2   | Anderlecht          | Stade Félix-Bollaert Lens                           |                                                     |
| 21 novembre 2006 20:45 (HEC) | Odemwingie 28e · Fauvergue 47e | (1 - 1) | Mbo Mpenza 38e, 48e | Spectateurs : 40 000 Arbitrage : Tom Henning Øvrebø | Spectateurs : 40 000 Arbitrage : Tom Henning Øvrebø |

| Journée 6                   | Milan | 0-2     | LOSC                      | Stadio Giuseppe Meazza Milan |                         |
| 6 décembre 2006 20:45 (HEC) |       | (0 - 1) | Odemwingie 7e · Keita 67e | Arbitrage : Graham Poll      | Arbitrage : Graham Poll |

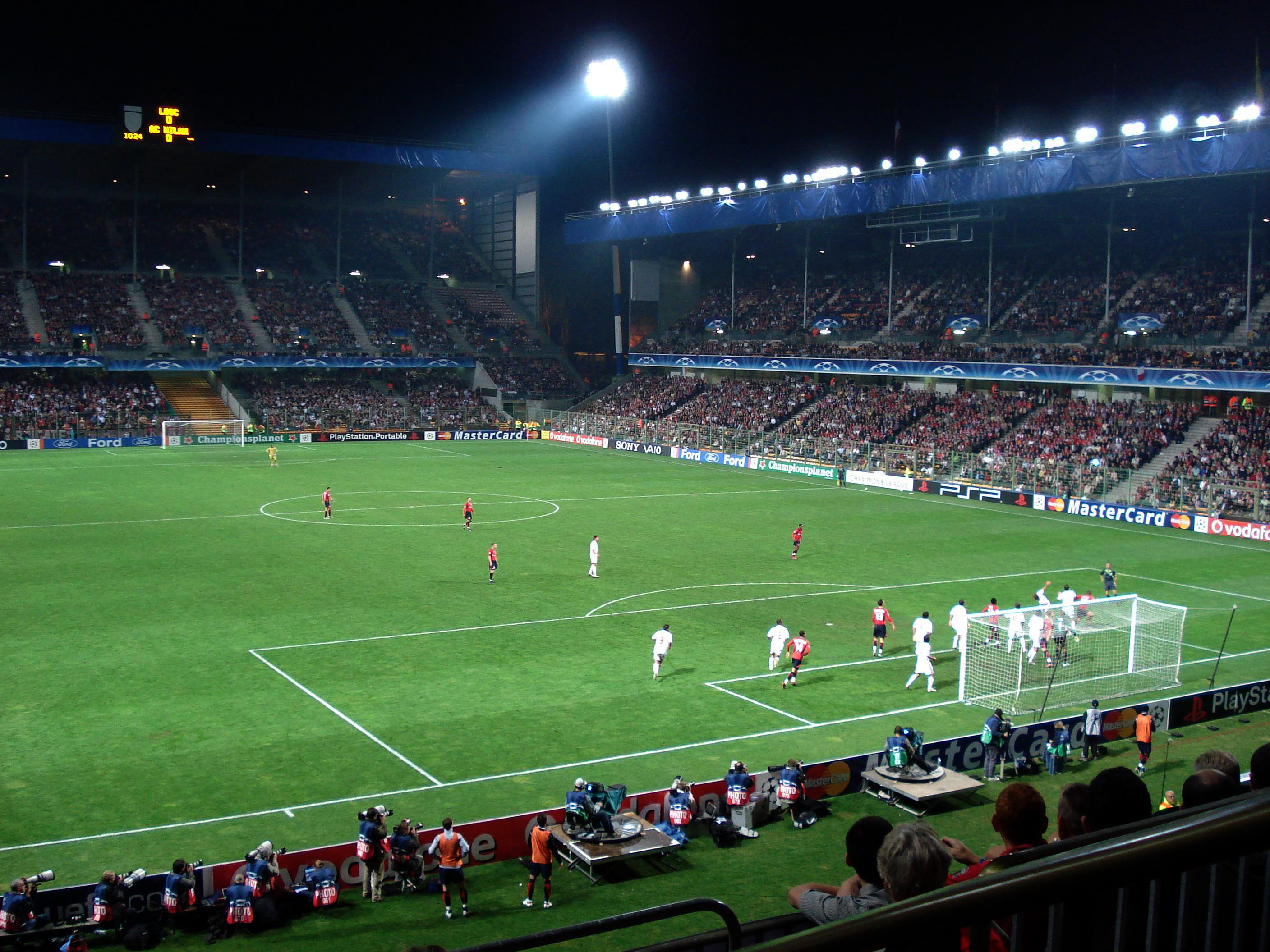
Match aller contre Manchester United au stade Bollaert

Le LOSC parvient à se hisser pour la première fois au stade des huitièmes de finale de la plus prestigieuse de compétitions de clubs européens. Ils retrouvent Manchester United pour la troisième fois après les confrontations en 2001-2002 et 2005-2006.
Le match aller se solde par une défaite au goût amer pour les lillois, l'arbitre M. Braamhaar annule tout d'abord un but de Peter Odemwingie sur une faute peu évidente sur Nemanja Vidic. Puis Ryan Giggs permet aux anglais de prendre l'avantage en tirant directement un coup franc alors que le portier nordiste Tony Sylva était encore en train de placer son mur.
Le match retour ne permet pas au LOSC de renverser le score, une nouvelle défaite 1-0 et un but d'Henrik Larsson achève le parcours européen des français.
| Huitièmes finale, Aller    | LOSC | 0 - 1   | Man. United | Stade Félix-Bollaert Lens  |                            |
| 2 février 2007 20:45 (HEC) |      | (0 - 0) | Giggs 83e   | Arbitrage : Eric Braamhaar | Arbitrage : Eric Braamhaar |

| Huitièmes finale, Retour | Man. United | 1 - 0   | LOSC | Old Trafford Manchester                                |                                                        |
| 7 mars 2007 20:45 (HEC)  | Larsson 18e | (0 - 0) |      | Spectateurs : 75 000 Arbitrage : Luis Medina Cantalejo | Spectateurs : 75 000 Arbitrage : Luis Medina Cantalejo |